# Borbyer Kirche

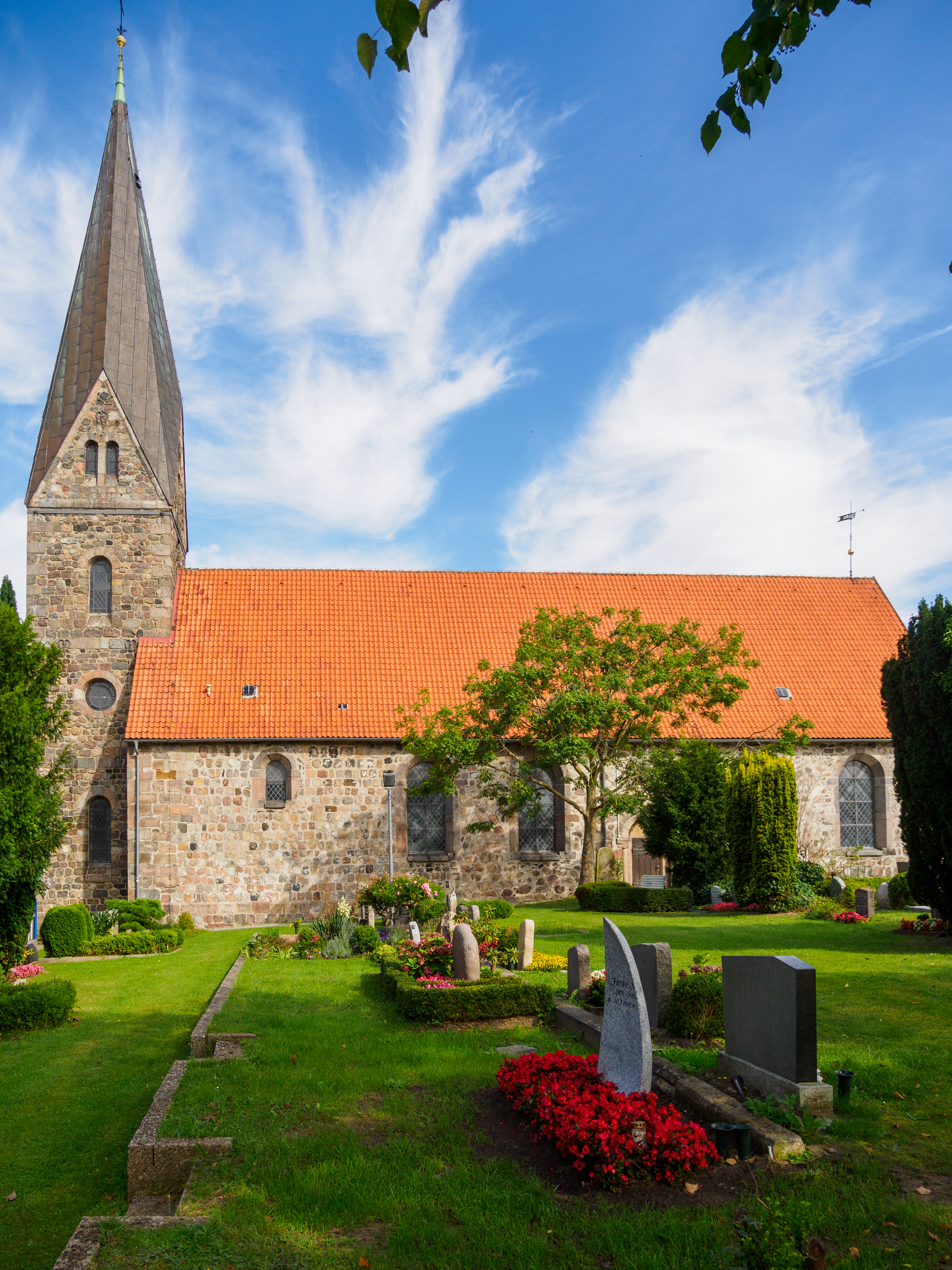
Borbyer Kirche von Süden

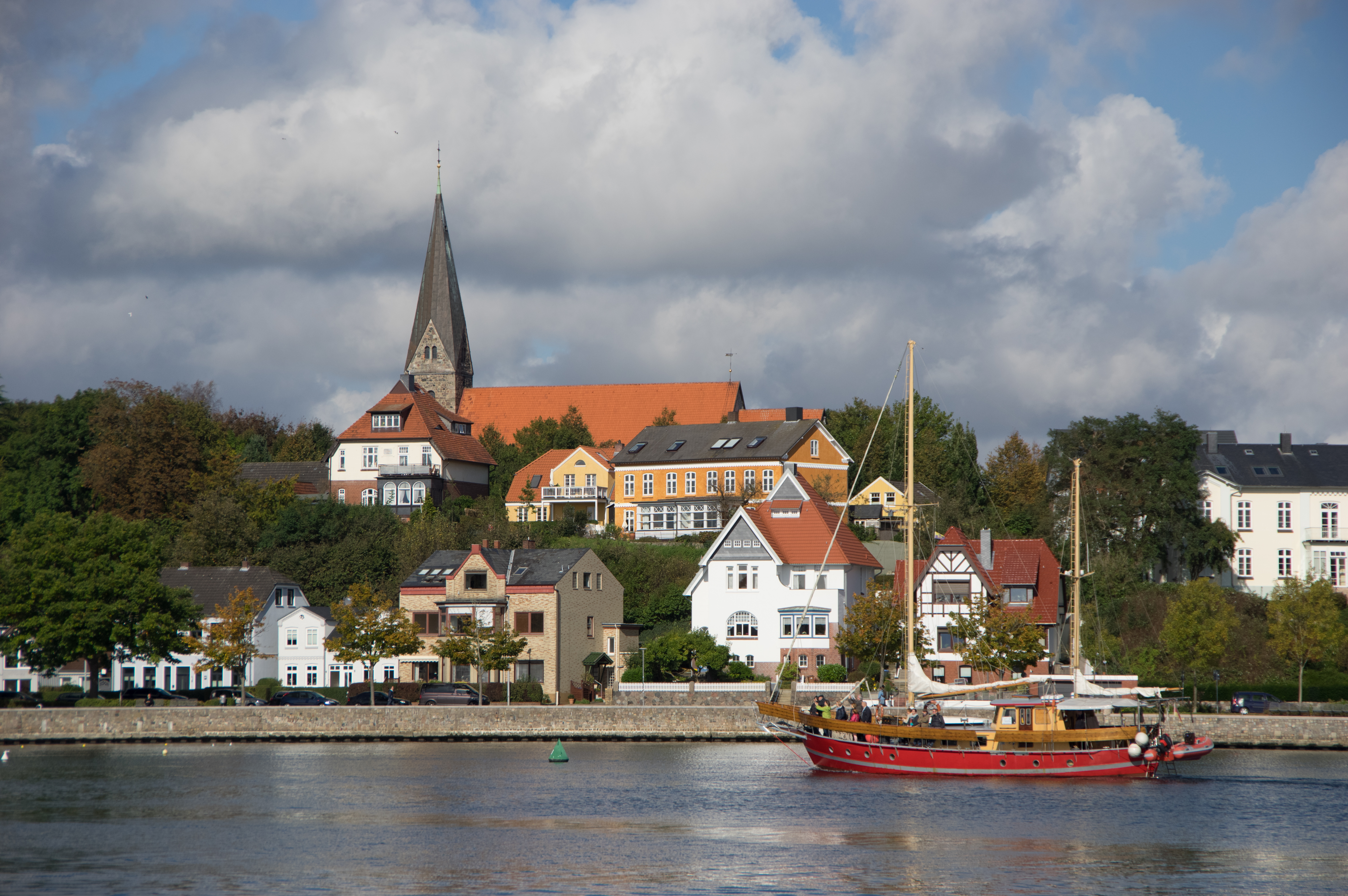
Blick von Eckernförde

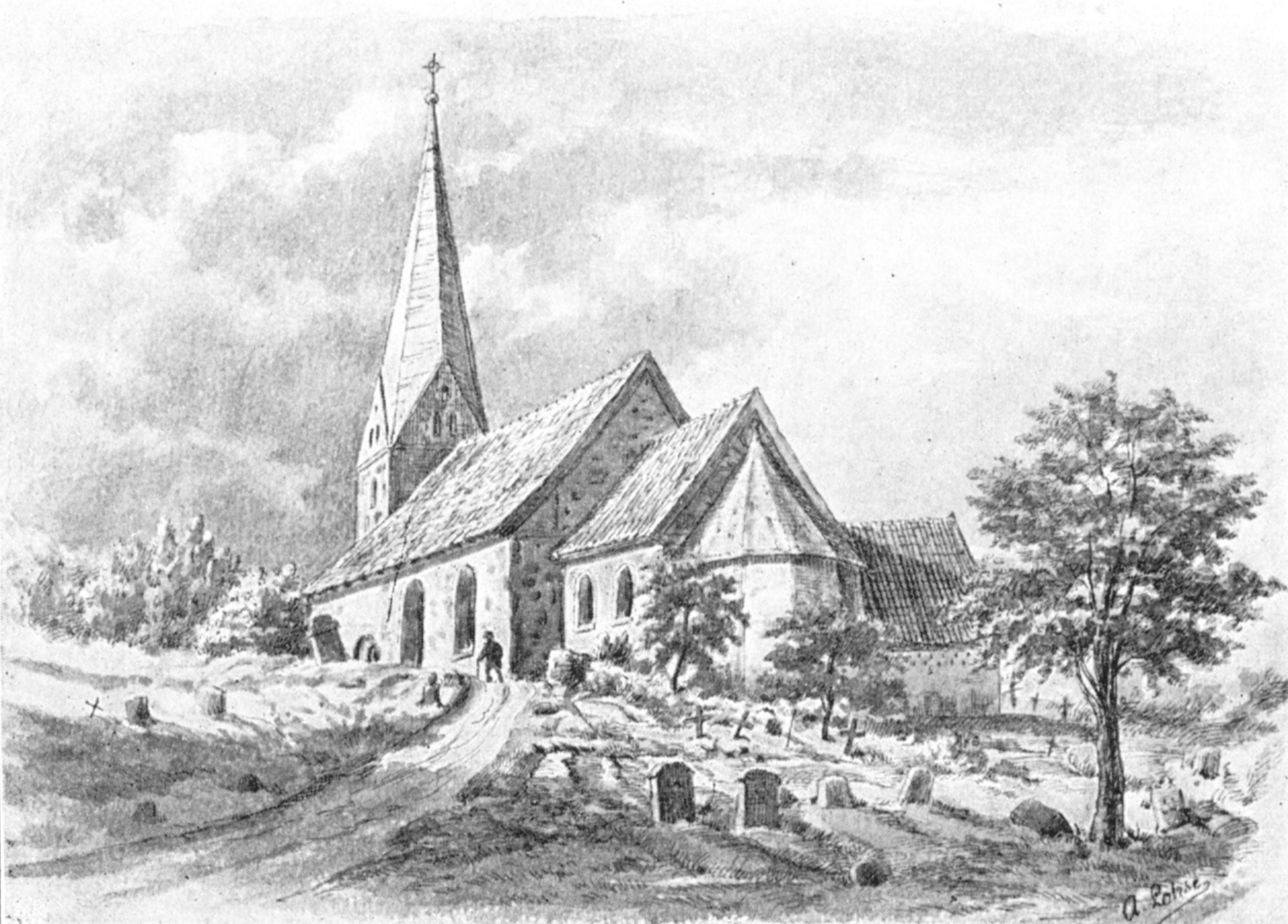
Die Feldsteinkirche Borby, Zeichnung aus der Zeit um 1895

Die Evangelisch-Lutherische Borbyer Kirche ist eine denkmalgeschützte Feldsteinkirche in Borby, einem Stadtteil von Eckernförde im Kreis Rendsburg-Eckernförde (Schleswig-Holstein). Die Gemeinde gehört zum Kirchenkreis Rendsburg-Eckernförde in der Evangelisch-Lutherischen Kirche in Norddeutschland.

## Geschichte und Architektur
Die Kirche steht weithin sichtbar auf dem Petersberg, auf dem Gelände einer ehemaligen Fluchtburg. Diese Burg wurde vor dem Baubeginn der Kirche aufgegeben. Reste der Burganlage, Ringwälle und der eingefasste Friedhof sind erhalten. Der Baubeginn des Gebäudes hat vermutlich zwischen 1150 und 1180 gelegen. Als Baumaterial dienten in der Umgebung reichlich vorhandene Feldsteine. Die Steine wurden ungeordnet vermauert, für den Bau der Ecken wurden sie gespalten. Dies Verfahren heißt jütisch-skandinavische Bauweise, die Mauerstärke beträgt zwischen 1,10 und 1,30 Metern, der Mörtel bestand aus Kalk und Sand. Im älteren Teil wurde kein Fundament angelegt. Die Fensterbögen wurden aus gebrannten Ziegeln hergestellt. Die Fenster an der Nordwand sind noch im originalen Zustand erhalten. Das Gebäude war anfänglich wohl verputzt und gekalkt. Das gesamte Gebiet Eckernfördes und dessen Umland gehörten wahrscheinlich anfänglich zum Kirchspiel Borby. In Eckernförde ist erst seit 1220 die Existenz einer Kirche belegt.
Der Bau war durch zwei Portale erschlossen; das Frauenportal an der Nordseite ist heute zugemauert; die Mannstür ist das rundbogige Portal an der Südseite. Der Rundbogen wird von zwei rötlichen Granitsäulen getragen. Das Tympanon aus hellem Sandstein, zwischen Sturz und Rundbogen, zeigt skizzenhaft einen bärtigen Bischof im Ornat. In seiner ausgestreckten linken Hand trägt er ein Buch, vermutlich die Bibel, in rechten Hand trägt er einen Bischofsstab. Neben dem Bischof liegt als Christussymbol ein Lamm. Der Bischof kann ein Schutzheiliger der Kirche sein, dies ist allerdings nicht belegbar.
Bedingt durch eine Siedlungswelle wurde zum Ende des 13. Jahrhunderts eine Erweiterung um zwei Joche in Richtung Westen nötig, die Maßnahme ist noch heute deutlich am Außenbau erkennbar. Die Wände aus viereckig zurechtgehauenen Feldsteinen sind über einem Fundament regelmäßig geschichtet und durch frühgotische Spitzbogenfenster gegliedert. Die Balkendecke im Innenraum wurde durch ein Gewölbe ersetzt und der Rundbogen, der Schiff und Chor voneinander trennt, erweitert. Die kleine rechteckige Tür im Chor, die sogenannte Priesterpforte, wurde im 19. Jahrhundert entfernt. Die Sakristei wurde ab 1663 als Begräbnisstätte für die Familien von Qualen, Brockdorff und Schmidt genutzt, diese waren Besitzer des Gutes Windeby. Die als tonnengewölbte Gruft angelegte Grablege war durch eine Steintreppe erschlossen, sie wurde 1948 zugeschüttet. Die Fenster im Chor und in der südlichen Wand des Langhauses wurden 1866 vergrößert und mit Quadern gefasst.
Im Innenraum sind an einem der mittleren Balken die Initialen der Zimmerleute und die Jahreszahl 1680 erhalten. Zu dieser Zeit wurde nach dem Dreißigjährigen Krieg eine Renovierung vorgenommen. Die hölzernen Emporen an der Nordseite wurde in nachreformatorischer Zeit eingebaut und 1966 wieder abgebrochen. In den vergangenen Jahrzehnten wurden im Innenraum umfangreich Renovierungen vorgenommen, es wurde versucht, den ursprünglichen Zustand wiederherzustellen. Die alte Holzdecke ist wieder sichtbar. Der alte Turmraum wurde von 1988 bis 1989 renoviert, hier befinden sich die Gedenktafeln für die Gefallenen des Zweiten Weltkrieges.
Der Pastor Johannsen und dessen Frau stifteten 2004 eine Ausgabe der Kurfürstenbibel von 1641 des Druckers Wolfgang Endter aus Nürnberg. Der Bibel wurde früher auch als Weimarer- oder Ernestinische Bibel bezeichnet, ihr sind elf Stiche mit Porträts sächsischer Fürsten beigegeben. Sie wird im alten Turmraum in einer Vitrine gezeigt.

## Westturm
Im 15. Jahrhundert wurden in der Verlängerung des Schiffes dicke Wände aus Backstein hochgemauert um ein tragfähiges Fundament für einen Kirchturm herzustellen. Auf einer Stadtansicht aus dem Jahr 1588, von Frans Hogenberg und Georg Braun ist die Ansicht mit neuem Turm dargestellt. Am 10. Juli 1595 zerstörte ein Blitz den Turm, bis zur Wiederherstellung dauerte es bis 1643. Die Turmspitze fiel am 21. Februar 1718 zum Opfer, ein Orkan riss sie in die Tiefe, sie wurde 1724 durch ein Satteldach ersetzt. Da immer wieder Reparaturen notwendig waren, wurde der Turm 1807 bis auf die Höhe des Schiffes abgetragen und mit dem Dach des Gebäudes vereint. Ein neuer Turm wurde von 1893 bis 1894 gebaut, gleichzeitig wurde die Westwand renoviert. Umfangreiche Renovierungsarbeiten am Turm fanden 1953, 1971, 1978 und 2007 statt. Inzwischen ist erneuter Sanierungsbedarf aufgrund des Fugenmörtels ersichtlich.

## Ausstattung

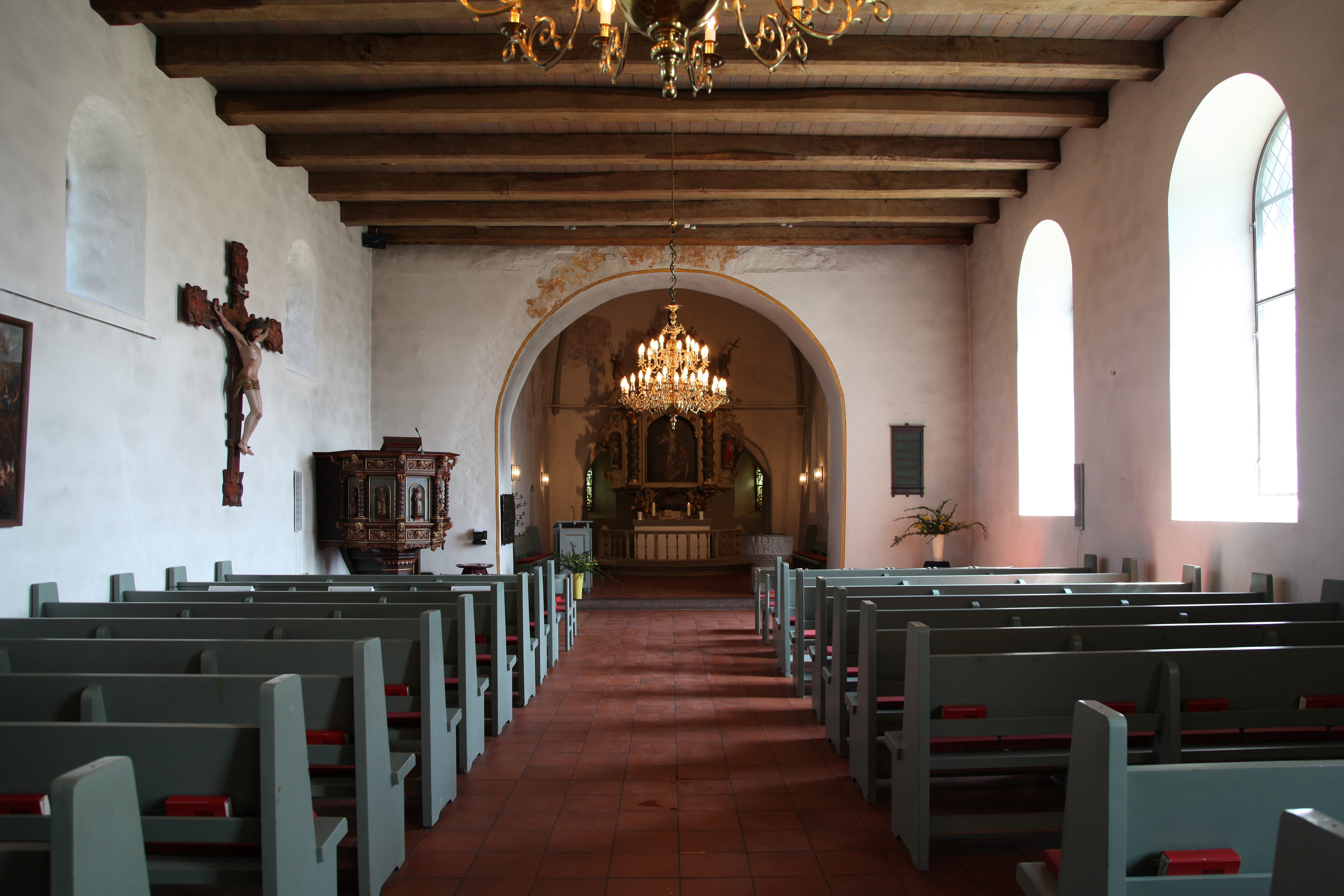
Innenraum mit Blick nach Osten

Der Innenraum wird von einer flachen Holzbalkendecke abgeschlossen. Der Fußboden ist mit ockerfarbenen Fliesen belegt. Das schlichte, hölzerne Kirchengestühl in grauer Fassung lässt einen Mittelgang frei.

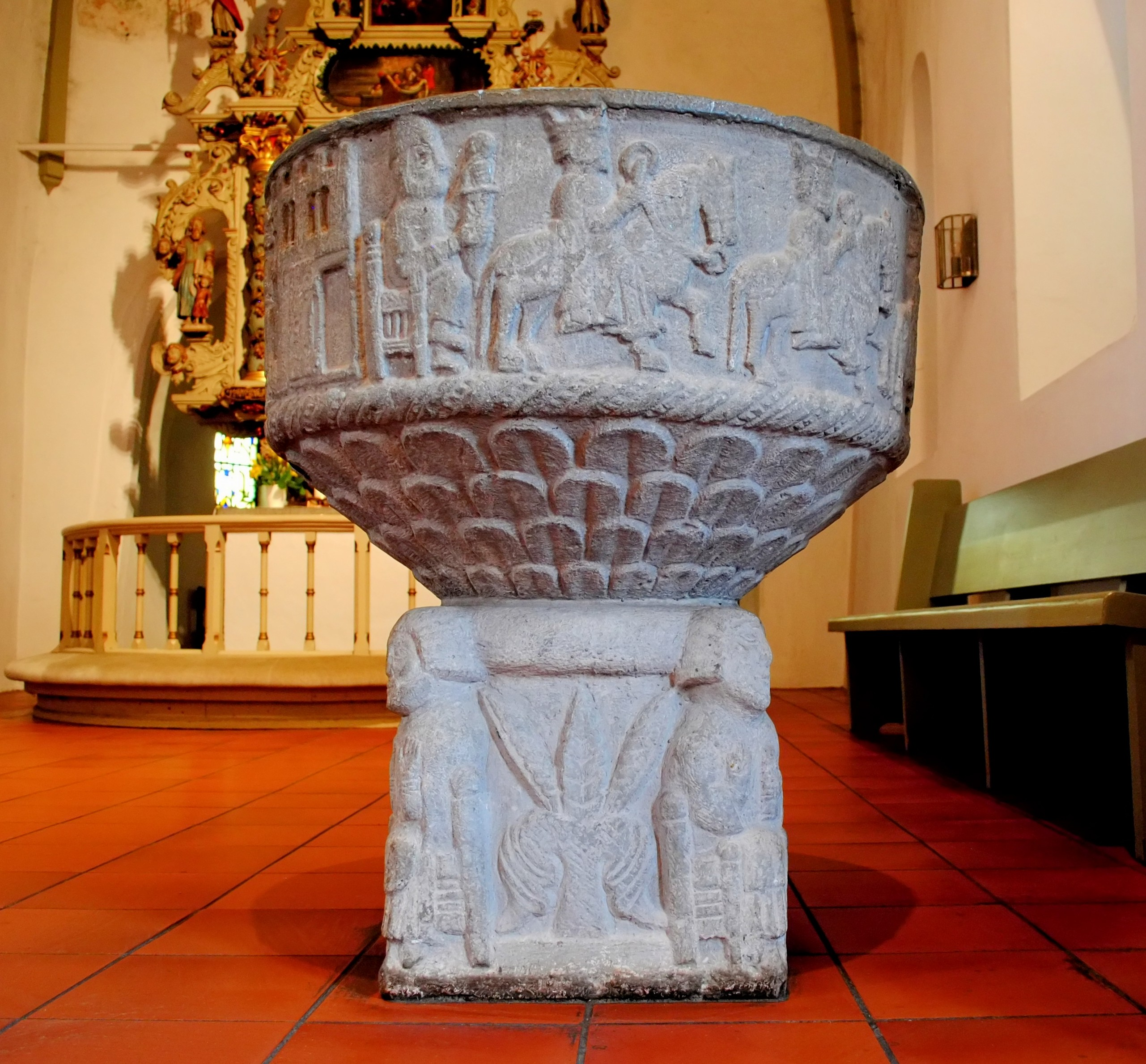
Romanisches Taufbecken vom Anf. 13. Jh.

Als bedeutendes Ausstattungsstück der Feldsteinkirche gilt der romanische Taufstein, der um 1200 in Schweden aus gotländischem Kalkstein gefertigt wurde. Er zeigt Szenen von der Geburt Jesu. Maria liegt nicht auf Stroh, sondern auf einem Bett aus Holz. Neben ihr steht Josef, er trägt in der linken Hand eine Öllampe. Aus dem Himmel erstreckt sich ein Arm mit Salböl hernieder. Auf einem Thron sitzt Herodes, er schaut den davonreitenden drei Königen nach, die später dem Kind huldigen. Das Kind sitzt auf dem Schoß seiner Mutter, die als Himmelskönigin gezeigt wird. Das Becken ist von innen mit Kupfer ausgekleidet. Die Messingschale, die heute bei Taufen benutzt wird, stiftete 1720 Margaretha von Leuenburg.

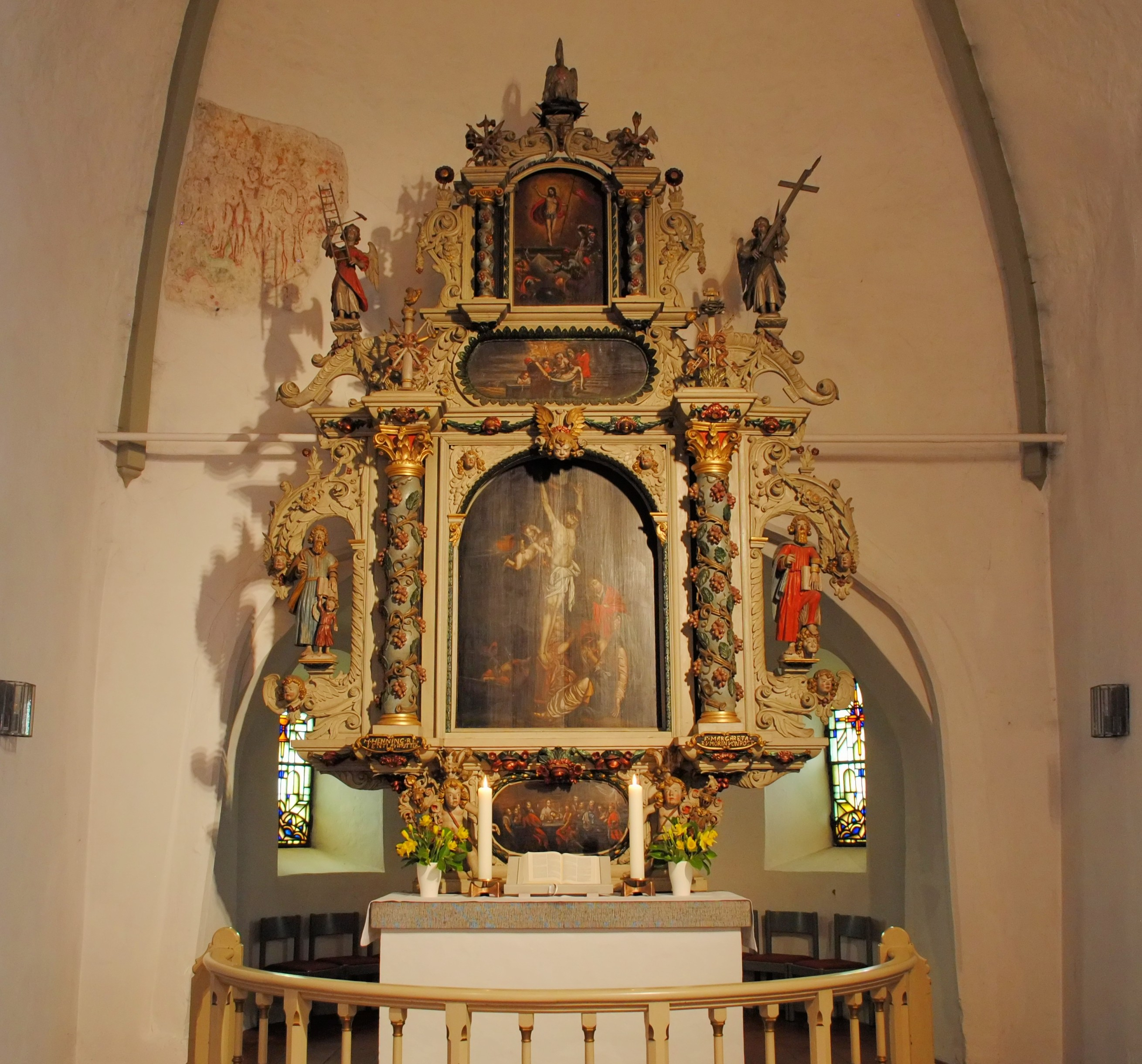
Hochaltar von 1686

Der Hochaltar wurde 1686 von H. Henning Reventlow, Ritter I. königl. Maje. zu Dänemark, Norwegen, Geheimbter (= Geheimer) und Landrath, Amptmann zu Flensburg, Erbherr auf Hemmelmark und Glasow und Fru Margaretha Reventlowen geborne Rumorin gestiftet. Die Gestaltung des barocken Altars oblag einem Meister der Eckernförder Bildschnitzerschule, dessen Name nicht überliefert ist. Vermutet wird, dass Hans Gudewerdt III. den Altar schuf. Das Altarblatt erhebt sich über vier Etagen. Es zeigt Stationen aus dem Leben Jesu, beginnend mit dem letzten Abendmahl und endend mit der Auferstehung. Das Blatt ist mit Säulen umrahmt, an den Seiten stehen Figuren der Evangelisten Lukas und Markus. Im Mittelpunkt ist die geschnitzte Darstellung des Leidens Christi, symbolisiert durch einen Engel mit Hammer und die Leidenswerkzeuge. Die Altargeräte wurden im 18. Jahrhundert überwiegend von den Familien Brockdorff und von Qualen gestiftet. Die früheren Altargeräte aus Silber wurden im Dreißigjährigen Krieg Beute von Plünderern.
Die hölzerne, polygonale Kanzel aus der Zeit um 1690 ist um einiges schlichter gehalten als der Altar, ist ihm aber in Fassung und Stil angepasst. Die Hauptfelder zeigen Christus, der segnend die Hand erhebt, und die vier Evangelisten in vergoldeten Rundbögen zwischen gedrehten Säulen. Über den Figuren sind in querrechteckigen Feldern geflügelte Engelköpfe dargestellt. Der Kanzelkorb ruht auf einem oktogonalen Fuß. Der Kanzeldeckel ist nicht erhalten.
Ein spätgotisches Triumphkreuz, das sich ursprünglich im Chorbogen befand, hängt an der Nordwand. Bei einer Renovierung wurde 1990 festgestellt, dass die Rosetten ornamental verziert sind und nicht die Evangelisten zeigen. Das Gemälde mit der Darstellung des Weltgerichtes hängt ebenfalls an der nördlichen Wand. Es zeigt Christus vor einem Regenbogen. Er ist mit einem roten Mantel bekleidet. Der Maler Magnus Paulsen legte 1726 in Eckernförde den Bürgereid ab, in der linken Ecke ist seine Widmung erhalten: dieses habe ich in diese Kirche gegeben.
Der Votivleuchter wurde 2003 von dem Metallgestalter Heiner Marten angefertigt. Der Kronleuchter im Schiff wurde von Prinz Heinrich von Preußen gestiftet; sein Gut Hemmelmark gehörte zu Borby.
Von dem alten Geläut ist eine Glocke von 1767 erhalten, sie wurde von dem Glockengießer Johann David Kriesche aus Eckernförde gegossen. Sie dient heute als Betglocke. Die anderen zwei Glocken aus Bronze wurden im Ersten Weltkrieg eingeschmolzen und 1927 durch Stahlglocken ersetzt. Die Stahlglocken versahen bis 2004 ihren Dienst und wurden dann wegen Rostfraß entfernt. Im Dezember wurde ein neues Geläut, das dem ursprünglichen nachempfunden ist, aufgehängt. Diese beiden neuen Glocken stammen aus der Werkstatt Petit & Edelbrock und tragen die Namen Frieden und Hoffnung. Der Antrieb erfolgt durch einen Linearantrieb in Induktionstechnik.

## Orgel

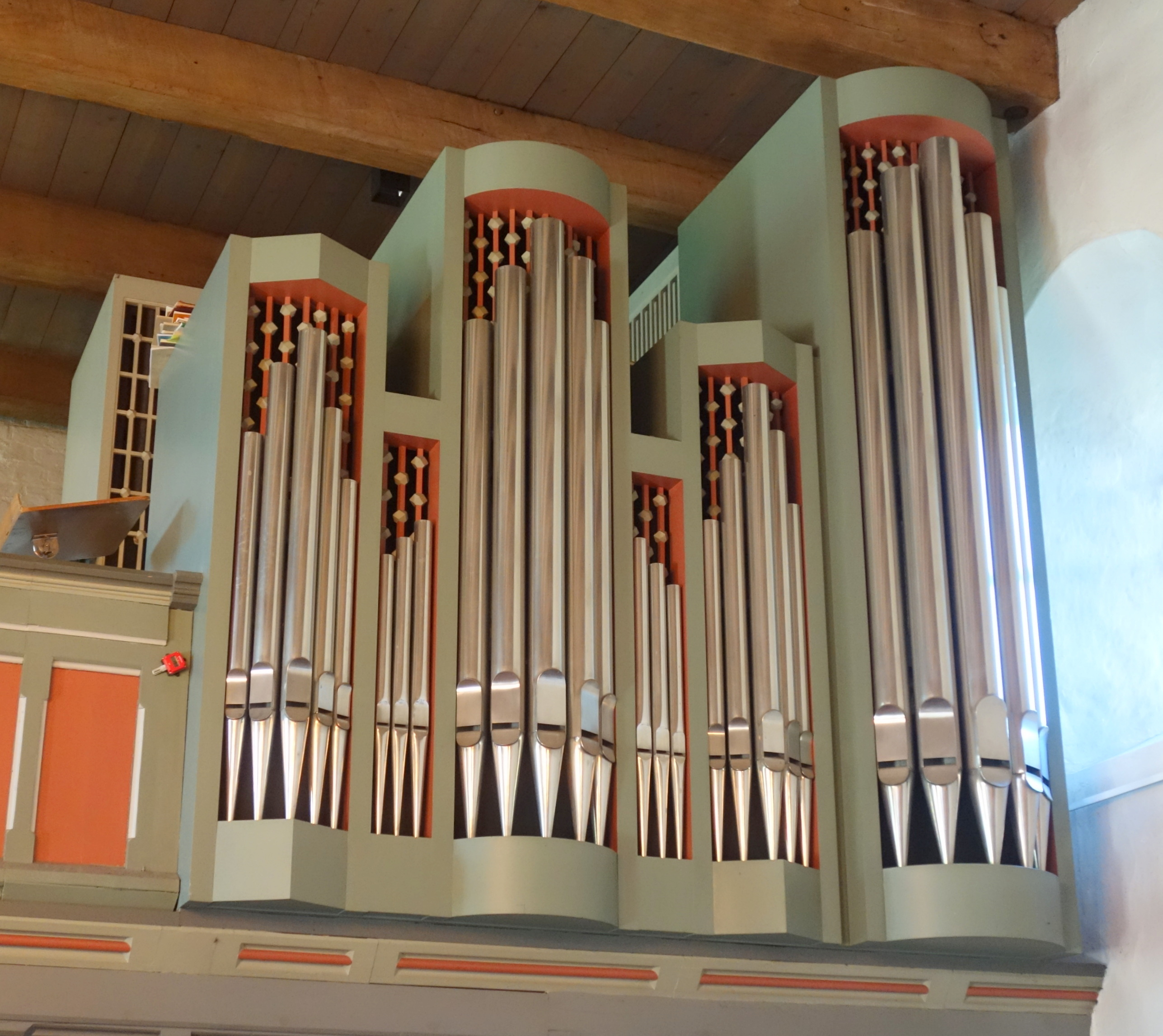
Die Schuke-Orgel von 1978

Eine erste Orgel wurde 1834 angeschafft und von Orgelbauer Johann Andreas Ohrt (1804–1880) aus Gramby erbaut. Das nächste Instrument stammte 1925 von Firma W. Sauer Orgelbau aus Frankfurt an der Oder. Erste klangliche Verbesserungen und Umbauten wurden 1945 notwendig. In den 1960er Jahren ersetzte Detlef Kleuker aus Brackwede die pneumatische Traktur durch eine elektrische. Inmitten des zweigeteilten Prospektes wurde auf der Empore ein freistehender Spieltisch eingerichtet. Die derzeitige Orgel ist das dritte Instrument; sie wurde 1978 von der Orgelbaufirma Schuke aus Potsdam erbaut. Dabei wurden einige Pfeifen aus dem Vorgängerinstrument wiederverwendet, vor allem die Register Trompete 8′ und Fagott 16′; andere Teile des Sauer-Pfeifenwerks gelangten nach Hütten. Die Borbyer Schuke-Orgel ist als Brüstungsorgel in der Nordseite der Westempore eingebaut und hat einen sechsachsig gegliederten Prospekt. Zwei überhöhte Rundtürme wechseln sich mit zwei Spitztürmen und zwei Flachfeldern ab. 20 Register verteilen sich auf zwei Manuale und Pedal. Die Disposition lautet wie folgt:
| I Hauptwerk C–g3 |       |
| Prinzipal        | 8′    |
| Gedackt          | 8′    |
| Oktave           | 4′    |
| Spitzflöte       | 4′    |
| Nasat            | 2 ⁄3′ |
| Octave           | 2′    |
| Blockflöte       | 2′    |
| Mixtur III–IV    |       |
| Trompete         | 8′    |
| Tremulant        |       |

| II Schwellwerk C–g3 |       |
| Gedackt             | 8′    |
| Rohrflöte           | 4′    |
| Prinzipal           | 2′    |
| Quinte              | 1 ⁄3′ |
| Sesquialtera II     |       |
| Scharff III         | 2′    |
| Trichterregal       | 8′    |
| Tremulant           |       |

| Pedal C–f1 |     |
| Subbaß     | 16′ |
| Oktave     | 8′  |
| Rohrpfeife | 4′  |
| Fagott     | 16′ |

- Koppeln: II/I, I/P, II/P

## Friedhof
Die Kirche stand wohl seit Baubeginn inmitten eines Friedhofes, der bis heute für Bestattungen genutzt wird. Die älteste erhaltene Grabplatte stammt von 1692, sie steht zusammen an der Südseite des Chores. Ganz in der Nähe sind eine Grabstätte von 1796 sowie einige Grabsteine im Stile des Spätklassizismus erhalten. Die alte Leichenhalle wird heute als Lapidarium genutzt, hier befinden sich die Sarkophage aus der ehemaligen Gruft unter der Sakristei. Der Sarkophag für den Obristen Christian von Leuenburg, der 1722 verstarb, wurde 2005 aus dem Turmraum hierher gebracht. Der Sarkophag ist mit den Kopfmasken sterbender Krieger, einem großen Familienwappen, Fahnentrophäen und Jagdsymbolen geschmückt.